# Tekella bisetosa
Tekella bisetosa är en spindelart som beskrevs av Forster 1988. Tekella bisetosa ingår i släktet Tekella och familjen Cyatholipidae. Inga underarter finns listade i Catalogue of Life.